# Елдерейдо (Оклахома)
Елдерейдо (англ. Eldorado) — місто (англ. town) в США, в окрузі Джексон штату Оклахома. Населення — 317 осіб (2020).

## Географія
Елдерейдо розташоване за координатами 34°28′23″ пн. ш. 99°38′59″ зх. д. / 34.47306° пн. ш. 99.64972° зх. д. (34.472950, -99.649841).  За даними Бюро перепису населення США в 2010 році місто мало площу 1,89 км², уся площа — суходіл.

## Демографія
Згідно з переписом 2010 року, у місті мешкало 446 осіб у 180 домогосподарствах у складі 118 родин. Густота населення становила 236 осіб/км².  Було 274 помешкання (145/км²).
Расовий склад населення:
| - 76,9 % — білих - 1,6 % — корінних американців - 1,3 % — чорних або афроамериканців - 0,2 % — азіатів - 11,9 % — осіб інших рас |

До двох чи більше рас належало 8,1 %. Частка іспаномовних становила 20,0 % від усіх жителів.
За віковим діапазоном населення розподілялося таким чином: 28,7 % — особи молодші 18 років, 49,3 % — особи у віці 18—64 років, 22,0 % — особи у віці 65 років та старші. Медіана віку мешканця становила 44,0 року. На 100 осіб жіночої статі у місті припадало 93,9 чоловіків;  на 100 жінок у віці від 18 років та старших — 84,9 чоловіків також старших 18 років.
Середній дохід на одне домашнє господарство  становив 44 014 долари США (медіана — 30 391), а середній дохід на одну сім'ю — 51 835 доларів (медіана — 39 250). Медіана доходів становила 50 227 доларів для чоловіків та 31 250 доларів для жінок. За межею бідності перебувало 29,6 % осіб, у тому числі 38,3 % дітей у віці до 18 років та 21,2 % осіб у віці 65 років та старших.
Цивільне працевлаштоване населення становило 134 особи. Основні галузі зайнятості: освіта, охорона здоров'я та соціальна допомога — 28,4 %, будівництво — 14,9 %, роздрібна торгівля — 9,7 %, публічна адміністрація — 9,0 %.